# 瀬川正三郎
瀬川 正三郎（せがわ しょうざぶろう、1890年（明治23年）2月14日 - 1972年（昭和47年）12月15日）は、大正から昭和時代の柔術家、柔道整復師。父のいとこに荒川鉱山の経営者・瀬川安五郎がいる。

## 経歴・人物
岩手県盛岡市上衆小路にて瀬川正太郎、ヤエの三男として生まれる。岩手師範附属小学校、盛岡中学校（現・岩手県立盛岡第一高等学校）を経て1912年（明治45年）京都の武術専門学校へ進学する。同校卒業後、山口県徳山中学校を経て、1917年（大正6年）4月に奥田松五郎の後任として、1943年（昭和18年）まで母校の盛岡中学校にて柔道の指導にあたる。その間、1931年（昭和6年）、加賀野の自宅にて整骨院を開き、小中学生や生活困窮者に対しては無料で施術を行った。戦後は盛岡市の消防団団長や盛岡市体育協会会長などを歴任した。逝去後の1975年（昭和50年）12月、中津川河畔の毘沙門橋西側に消防団団関係者の醵金により胸像が設立された。胸像の制作は船越保武、碑文は吉丸竹軒による。